# 東電工業
東電工業株式会社（とうでんこうぎょう）は、かつて存在した東京電力の完全子会社であり、東京電力の火力発電所および原子力発電所のメンテナンスおよび建設工事を担ってきた。
2013年7月1日に、尾瀬林業株式会社とともに東電環境エンジニアリング株式会社に吸収合併され、東京パワーテクノロジー株式会社となった。

## 概要
東京電力グループの一員として、火力発電所および原子力発電所での発電設備の各種工事、メンテナンス、修理点検作業を担ってきた会社である。また、関連施設の建設工事も行っていた。
厳格な基準と高度な技術が要求されるような発電所業務でのノウハウを、一般の土木建設会社と同様に、広く土木建設工事に応用する業務も行っていた。建物の非破壊検査も行っていた。

## 事業内容
- 火力発電所や原子力発電所のメンテナンス、およびその建設工事
- 土木工事の施工
- 保険募集に関する業務
- 蒸気供給サービス

## 主な事業所の所在地
- 本社　東京都江東区豊洲5-5-13
- 東京支社　茨城県那珂郡東海村大字照沼768-23　常陸那珂火力建設所内
- 京浜支社　神奈川県横浜市鶴見区大黒町11-1　横浜火力内
- 京葉支社　千葉県市原市五井東1-1-1
- 福島原子力事業所　福島県双葉郡富岡町大字毛萓字前川原232-11
- 柏崎刈羽原子力事業所　柏崎市青山町9-4　柏崎刈羽原子力発電所内

その他、訓練センターと技術センターがあり、工事事務所が多くあった。

## 沿革
- 1954年4月15日、東興業株式会社として設立。事業内容は、送電工事、変電工事、保険代理業であった[1]。
- 1955年6月、火力部門を開設する[1]。
- 1961年9月、『東電工業株式会社』に会社名を変更する[1]。
- 1976年4月、非破壊検査業務を開始する[1]。
- 1977年4月、土木部門、建設部門を開始する[1]。
- 1978年2月、原子力部門を開始する[1]。
- 1994年7月、富津工場を設置する。
- 2011年3月、11日に起こった東北地方太平洋沖地震で、大量の放射能漏れが懸念される『福島第一原子力発電所事故』が起こるが、東電工業社員も含めた作業チームが、一連の危険作業などにたずさわる[2]。
- 2013年7月、東電工業株式会社、東電環境エンジニアリング株式会社、尾瀬林業株式会社の3社が東電環境エンジニアリングを存続会社として合併し、東京パワーテクノロジー株式会社となる。